# Нимфа после купания
«Нимфа после купания» («После купания») — скульптура авторства Станислава Кауэра, известного кёнигсбергского скульптора. Выполненная из белого мрамора скульптура представляет собой сидящую обнаженную женскую фигуру. 
Скульптура входит в постоянную экспозицию художественной галереи Калининграда (до 1945 года — Кёнигсберг).

## История
Скульптура выполнена автором в 1906—1907 годах (на постаменте римскими цифрами выбита дата 1907). В 1907 году Кауэр перевез скульптуру из Берлина в Кёнигсберг, где ее приобрела Академия художеств, в которой Кауэр возглавлял класс скульптуры. В 1992 году скульптура была приобретена городом и установлена возле городского театра.
После Второй мировой войны скульптура была перенесена во внутренний дворик Дома художников (бывшее здание приюта для бедных Карла Альбрехта, проспект Победы д. 3). В 1994 году скульптура была отреставрирована немецко-российским обществом «Памятники Кёнигсберга» (Verein «Gedenkstätten Königsberg»).
В 2003 году века скульптуру перенесли в Калининградскую художественную галерею. Это событие, наряду с передачей музею рельефа «Гениус», положило начало формированию в галерее монографической коллекции Станислауса Кауэра.
В 2011 году скульптура была вновь отреставрирована. Стоимость реставрации составила 400 000 руб, которые были выделены региональным правительством в рамках целевой программы «Культура Калининградской области. 2007—2013 годы». Реставрация была выполнена мастерской «Наследие» из Санкт-Петербурга.

## Статус
С 1991 года скульптура официально является объектом культурного наследия Российской Федерации и охраняется государством.